# Claudia Kolb
Claudia Anne Kolb (Hayward (Californië), 19 december 1949) is een Amerikaanse zwemster.

## Biografie
Als veertienjarige won Kolb olympisch zilver op de 200m schoolslag tijdens de spelen van Tokio.
Kolb won tijdens de Olympische Zomerspelen van 1968 de gouden medaille op de 200m en 400m wisselslag.

## Internationale toernooien
| Jaar | Olympische Spelen                 | Pan-Amerikaanse Spelen                                                 |
| ---- | --------------------------------- | ---------------------------------------------------------------------- |
| 1964 | 200m schoolslag                   |                                                                        |
| 1965 |                                   |                                                                        |
| 1966 |                                   |                                                                        |
| 1967 |                                   | 200m vlinderslag · 200m wisselslag · 400m wisselslag · 200m schoolslag |
| 1968 | 200m wisselslag · 400m wisselslag |                                                                        |

1968: Claudia Kolb ·
1972: Shane Gould ·
1984: Tracy Caulkins ·
1988: Daniela Hunger ·
1992: Lin Li ·
1996: Michelle Smith ·
2000: Jana Klotsjkova ·
2004: Jana Klotsjkova ·
2008: Stephanie Rice ·
2012: Ye Shiwen ·
2016: Katinka Hosszú ·
2020: Yui Ohashi ·
2024: Summer McIntosh
1964: Donna de Varona ·
1968: Claudia Kolb ·
1972: Gail Neall ·
1976: Ulrike Tauber ·
1980: Petra Schneider ·
1984: Tracy Caulkins ·
1988: Janet Evans ·
1992: Krisztina Egerszegi ·
1996: Michelle Smith ·
2000: Jana Klotsjkova ·
2004: Jana Klotsjkova ·
2008: Stephanie Rice ·
2012: Ye Shiwen ·
2016: Katinka Hosszú ·
2020: Yui Ohashi ·
2024: Summer McIntosh